# 王爾康
王爾康（1567年—1604年），字道安，號性海，江西吉安府廬陵縣民籍泰和县人，明朝政治人物。

## 生平
隆庆丁卯十二月二十五日生，治礼记。萬曆十九年（1591年）辛卯科應天鄉試第五十名舉人，二十年（1592年）會試副榜，以母親年老任南城縣教諭，二十三年（1595年）成乙未科會試第二百六十名，廷試三甲第二百二十一名進士，禮部觀政，二十五年四月授行人司行人，先后奉命册封。少從臨安蓮池上人習佛法，因辭官歸，講道于青原西峰崇真諸刹間，自號四戒居士，年卅八卒。著有《青原山房稿》。

## 家族
曾祖王國誠。祖王亲臣。父王育仁，己未進士，仲子。母曾氏，生母李氏。慈侍下。娶劉氏。子錫玄、錫公。
從兄王欽誥（壬午舉人）。